# Rabouge
Rabouge ist ein Kartenspiel mit französischen Spielkarten und einer beliebigen Anzahl von Spielern. Bei dem Spiel versuchen die Mitspieler, ihre Karten möglichst schnell in eine zentrale Auslage abzulegen. Das Spiel ähnelt der Zank-Patience für zwei Spieler, ist jedoch einfacher aufgebaut.

## Name
Rabouge wird unter verschiedenen Namen beschrieben, nämlich Rappuse, Rapuse, Grabuge, Grabouge, Rapouse und Rabuse. Trotz seines französisch-klingenden Namens scheint es niederländischen oder norddeutschen Ursprungs zu sein.

## Geschichte
Rabouge tauchte wohl schon in der zweiten Hälfte des 18. Jahrhunderts auf. Die erste Spielregel wurden 1808 in Dem neue Königliche l'Hombre veröffentlicht. Schon 1830 war es aus der Mode gekommen, erlebte dann aber eine Wiederbelebung. Am Ende des 19. Jahrhunderts wurde es "sehr beliebt" und überlebte bis Anfang des 20. Jahrhunderts. Spezielle Pik-Kartenspiele wurde bei dieser zweiten Popularitätswoge hergestellt.

## Spielweise
Rabouge wird abhängig von der Anzahl der Mitspieler mit einer beliebigen Anzahl von Kartenspielen mit den Werten As bis König gespielt. Die Karten werden vollständig an die Mitspieler verteilt, die ihre Karten als Nachziehstapel (Talon) vor sich platzieren. Jeder Mitspielende versucht, durch Ablegen vom Talon seine Karten mit denen der andern in Folgen von 13 Karten (As, Zwei, Drei etc.) zu platzieren, wobei eine beliebige Karte den Anfang bilden darf und die Farben unbedeutend sind.
Eine vollständige Folge (Häuschen) sowie die 13., sie abschließende Karte, wird im engeren Sinne Rabouge genannt.
Das Spiel existierte in mehreren Varianten, wobei immer derjenige das Spiel gewinnt, der zuerst seine gesamten Karten untergebracht oder, falls niemand mehr auslegen kann, die meisten Rabougen gemacht hat.